# Josep Maria Calsamiglia i Vives
Josep Maria Calsamiglia i Vives (Barcelona, 18 de maig de 1913 - Arenys de Mar, 23 de juliol de 1982) va ser un filòsof i editor català.
El seu pare, Domingo Calsamiglia, va morir quan ell tenia un any. Era la quarta generació des de l'arribada d'un Calsamiglia a Sitges, procedent d'una família de comerciants d'oli i farina d'Oneglia, port de la Liguria.
Va créixer amb la seva mare, Maria Vives, dues germanes més grans, i el seu oncle, Ramon Vives, un personatge catalanista, culte i viatjat, traductor i poeta, que el va influenciar. Un canvi de pla d'estudis va permetre que entrés a la Universitat de Barcelona als 14 anys, on cursà les carreres de dret i de filosofia. Va viure amb efervescència uns anys de formació intel·lectual sota el mestratge dels filòsofs Joaquim Xirau i Paul L. Landsberg.
Acabats els estudis, es va incorporar immediatament a la docència a l'Institut Escola, i com auxiliar de filosofia en els inicis de la Universitat Autònoma de Barcelona, l'any 1933, participant intensament de les noves oportunitats i projectes que oferia la República.
Visqué les tensions de la guerra civil i amb la dictadura de Franco va ser depurat. Estroncada la seva carrera acadèmica, s'incorporà a les indústries gràfiques i va ser fundador, juntament amb Alexandre Argullós, de l'Editorial Ariel. L'editorial es va convertir en un referent de les publicacions universitàries i d'assaig des dels anys seixanta. Això li va permetre mantenir els lligams amb els universitaris i amb la vida cultural de la ciutat en èpoques de censura i de manca de llibertat d'expressió. Durant molts anys va reunir a casa seva professors i estudiants amb seminaris de filosofia, i va poder exercir un mestratge singular, incitant a molts joves a l'estudi filosòfic, tot mantenint relació constant amb l'evolució del pensament contemporani.
L'any 1968, amb 55 anys, va ser cridat a la docència universitària quan es va crear la Universitat Autònoma de Barcelona a Sant Cugat del Vallès.
Uns anys més tard, la demanda d'una càtedra per a ell, per part de professors de Barcelona i Madrid, va permetre que un itinerari tan singular i poc convencional com el seu es veiés coronat per una vinculació estable a la universitat. Va exercir fins a la seva mort, el 1982. També fou cofundador del Col·legi de Filosofia de Barcelona, director de la revista Enrahonar, Quaderns de filosofia i impulsor de la col·lecció de textos filosòfics en català de l'Editorial Laia. El seu pas per la universitat li va permetre desplegar el seu estil conversador i de seminari, el contacte personal amb els estudiants i el professorat. L'excentricitat del seu itinerari acadèmic i les limitacions imposades per la postguerra, així com les dificultats econòmiques i la dedicació a l'empresa editora, li van impedir escriure. De tota manera, cal dir que creia fermament en la potència de la interacció cara a cara per a la creativitat intel·lectual i la producció de pensament original. Es va centrar i va gaudir extraordinàriament d' impartir el seu ensenyament a través de la paraula i el contacte directe. Va ser un home de contrastos: profundament religiós i obert a tota classe de pensament. Silenciós i entotsolat, i disposat a les més llargues converses. Amant del repòs, fins a la indolència, i treballador incansable. La seva decepció per l'acció política de l'època republicana i pels desastres de la guerra civil el va portar a desconfiar de la militància política, i a defugir de l'adscripció a corrents ideològics. En qüestió de pensament i de fe era d'un progressisme manifest, disposat a la discussió i a l'intercanvi amb tota classe de posicions i ideologies. Actiu i valent davant les injustícies, no va dubtar en donar suport a empresonats i perseguits en l'època franquista. Dotat d'una memòria prodigiosa, intel·ligent i culte, cordial i sentimental, atorgava un gran lloc a l'amistat i l'amor. Va viure intensament les amistats, la vida de parella, i la relació amb els fills.
Es va casar amb Camila Blancafort i Paris, molt més jove que ell, filla del compositor Manuel Blancafort de La Garriga. Es van estimar molt i van compartir una gran varietat d'experiències. Van tenir una filla i set fills: Helena professora universitària i escriptora, Xavier, Albert (Tito) i Sergi, professors universitaris. Pau(Popi), economista i funcionari municipal. Josep Agustí (Sechu), enginyer dedicat a l'empresa. Jordi (Curris), advocat i Secretari de la Junta Directiva del FC Barcelona. Eugeni (Guchi), economista dedicat a l'empresa.
Van crear un grup familiar unit i estimulant. El nucli del seu pensament s'inspira en l'ordo amoris d'Agustí d'Hipona i la filosofia dels valors de Scheler.
Més que un sistema filosòfic li interessa buscar sentit a la condició humana amb la cerca d'un pensament en el qual la racionalitat troba el seu lloc al costat de la vitalitat. Més que la filosofia li interessa filosofar. Exulta davant les preguntes i les respostes dels filòsofs, trobant en la dialèctica i els contrastos l'arrel de l'experiència humana.
El seu pensament fou dinàmic i dialèctic més que finalista, centrant-se més en el procés del pensament que en el pensament tancat. La solució a l'angoixa per trobar sentit a totes les facetes de la vida personal la trobà en la contínua conversa amb Agustí d'Hipona, Pascal, Kant, Nietzsche, Husserl, Scheler, Kierkegard. Com a professor d'història de la filosofia fou capaç d'endinsar-se amb passió en la problemàtica de filòsofs com Heidegger, Hegel o Marx, fent que els seus estudiants descobrissin, amb la lectura dels textos i el comentari, la consistència de cada raonament i de cada pas d'un sistema.
Morí d'un atac de cor a Arenys de Mar, un migdia d'estiu prenent un aperitiu en companyia d'uns amics, el 23 de juliol de 1982. La seva brusca desaparició deixà família, amics, universitaris i tot el cercle cultural i social pel qual s'havia mogut, en un gran buit emocional i intel·lectual. Es pot dir que amb la seva actitud i el seu estil poc convencional va aconseguir l'adhesió i l'admiració d'un nombre elevat de companys i deixebles.